# Mikroregion Chřiby
Mikroregion Chřiby je sdružení právnických osob v okresu Kroměříž a okresu Zlín, jeho sídlem jsou Kostelany a jeho cílem je podpora iniciativ obcí v mikroregionu a rozvoj cestovního ruchu. Sdružuje celkem 9 obcí a byl založen v roce 2002. 
Mikroregion zanikl ke dne 27. července 2018.

## Mapa obcí

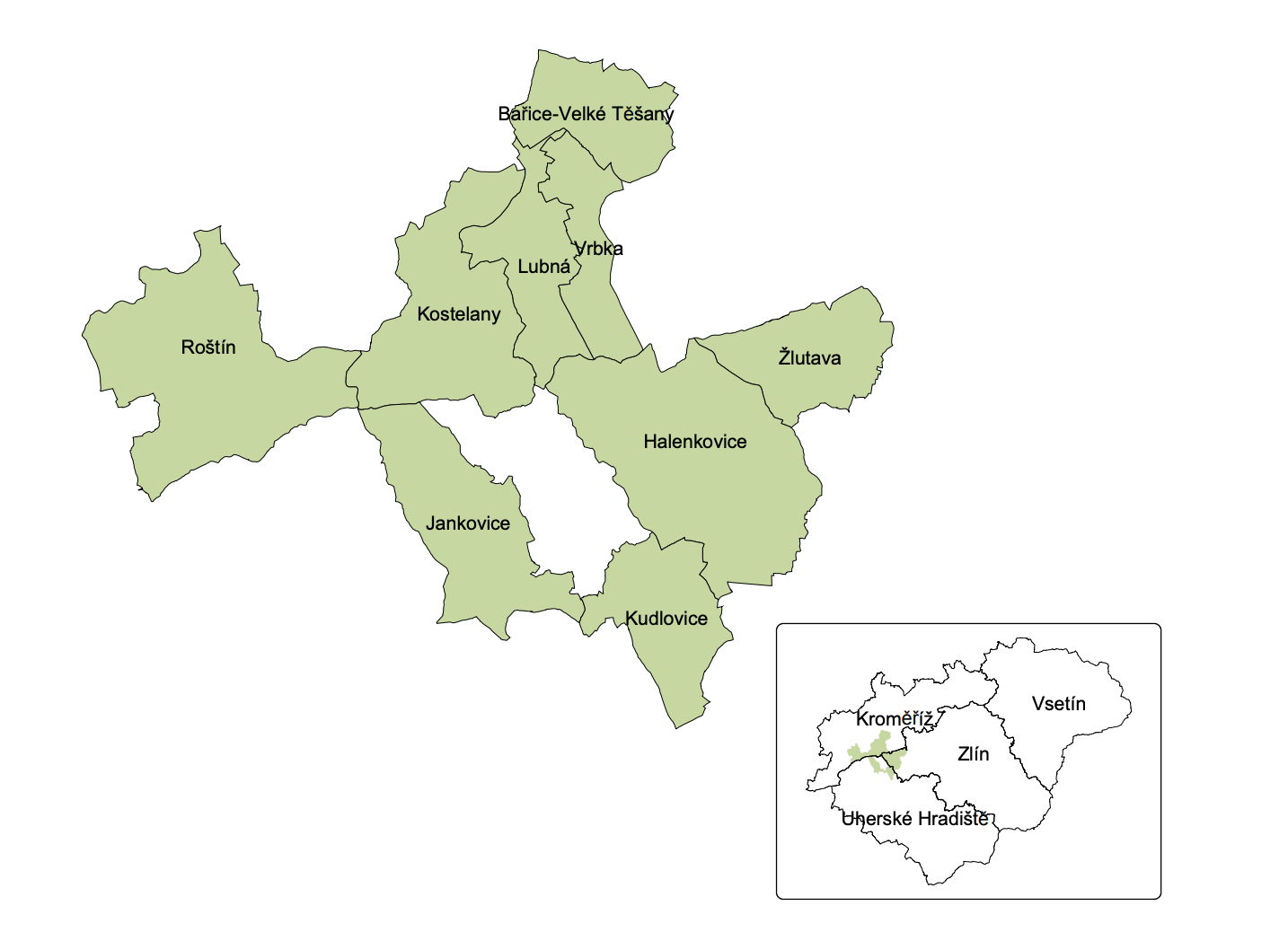

## Obce sdružené v mikroregionu
- Bařice-Velké Těšany
- Halenkovice
- Jankovice
- Kostelany
- Kudlovice
- Lubná
- Roštín
- Vrbka
- Žlutava